# Padise
Padise (deutsch Padis) ist eine ehemalige Landgemeinde im estnischen Kreis Harju mit einer Fläche von 366,6 km². Sie hatte 1722 Einwohner (Stand: 2010). Seit 2017 ist Padise Teil der neugebildeten Landgemeinde Lääne-Harju.
Padise war die westlichste Gemeinde des Landkreises, ca. 45 km von Tallinn entfernt. Neben dem Hauptort Padise gehörten zur Gemeinde die Dörfer Änglema, Alliklepa, Altküla, Audevälja, Harju-Risti (Kreuz in Harrien), Hatu, Karilepa, Kasepere, Keibu, Kobru, Kurkse, Kõmmaste, Laane, Langa, Madise, Metslõugu, Määra, Pae, Pedase, Suurküla, Vihterpalu, Vilivalla und Vintse.

## Kloster Padise
Das Kloster Padise wurde im 14. Jahrhundert von Zisterzienser-Mönchen, die vom Kloster Daugavgrīva (Dünamünde) an der Mündung der Düna nach Estland kamen, gegründet. Das Kloster wurde zu einem der bedeutendsten geistlichen Zentren Estlands. 1559 endete seine Tätigkeit in den Wirren des Livländischen Krieges. Es wurde zur Festung weltlicher Herrscher ausgebaut und war ab 1766 Teil des Gutshofs von Padise. Eine umfangreiche Restaurierung der ehemaligen Klosteranlagen wurde 2001 abgeschlossen.

## Söhne und Töchter der Gemeinde
- Arved Viirlaid (1922–2015), Schriftsteller und Lyriker

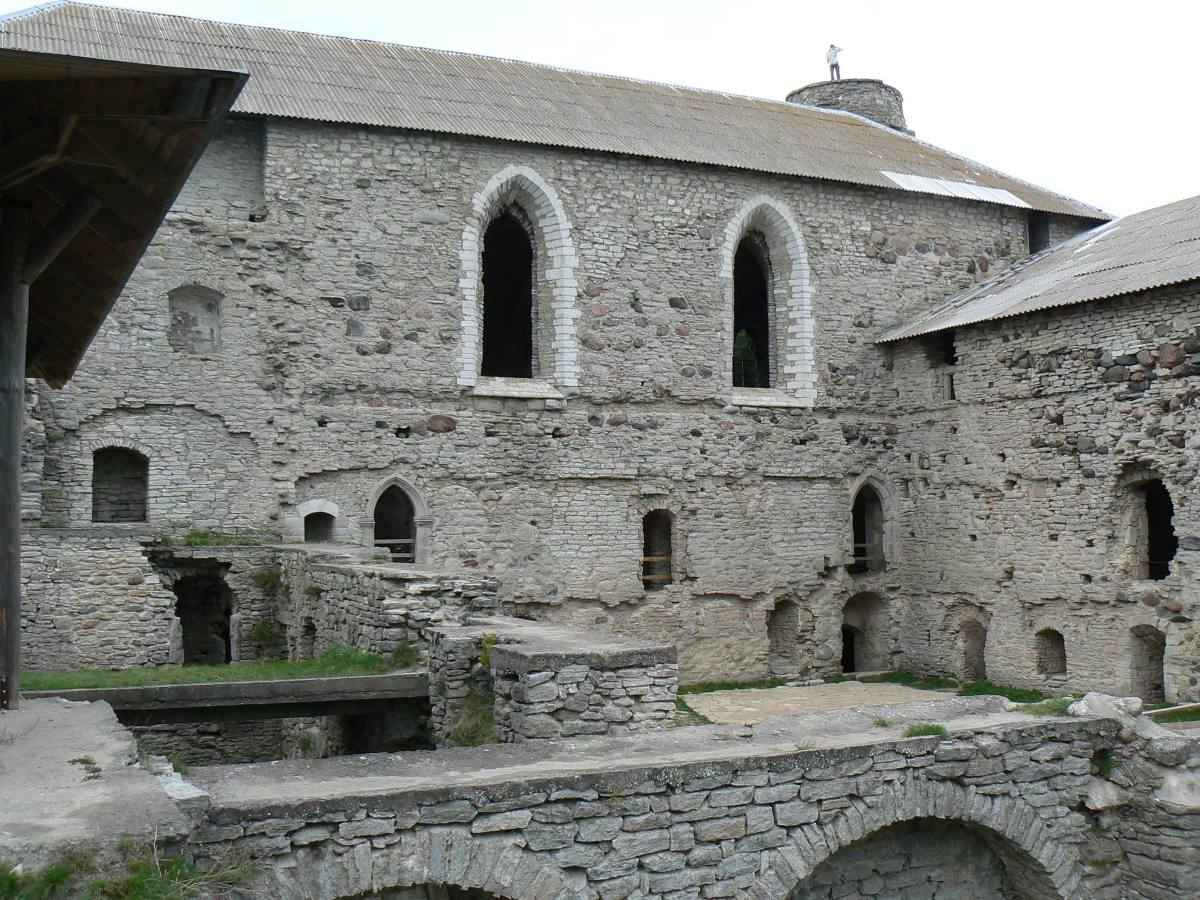
Kloster Padise
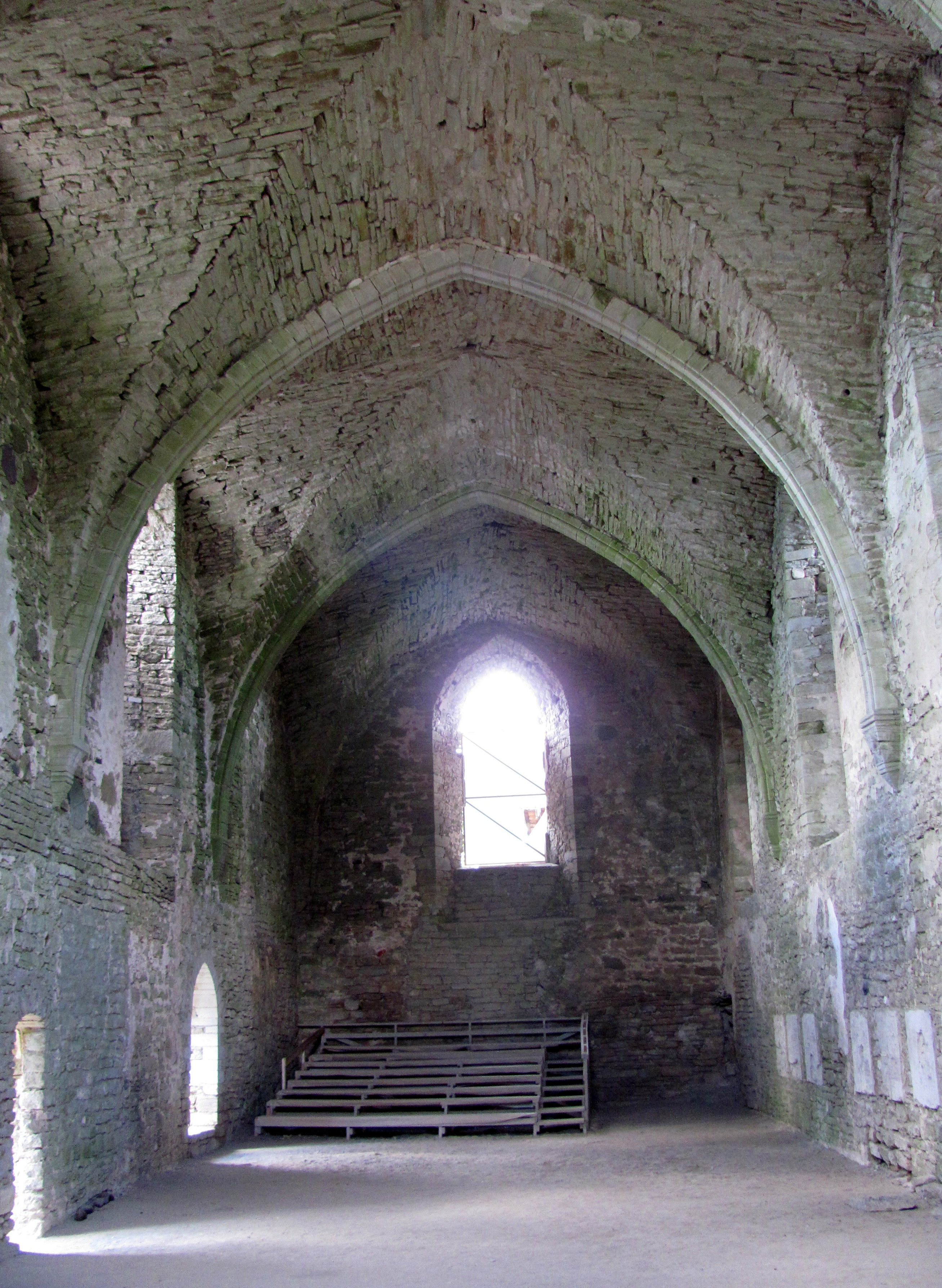
Im Klosterinneren